# Gurban Berdiýew
Gurban Bekiýewiç Berdiýew (russisch Курбан Бекиевич Бердыев/Kurban Bekijewitsch Berdyjew; * 25. August 1952 in Aşgabat, Turkmenische SSR, Sowjetunion) ist ein ehemaliger sowjetischer Fußballspieler und heutiger turkmenischer Fußballtrainer. 
Nach seiner Zeit als aktiver Fußballer in den 1970er und 80er Jahren ist er als Trainer tätig. Nach Erstligastationen in Turkmenistan, Kasachstan und der Türkei, sowie als Nationaltrainer Turkmenistans ist er seit 2001 Chefcoach und Vizepräsident von Rubin Kasan. Er führte den Club von der zweiten russischen Spielklasse 2002 in die Premjer-Liga und zu Meisterschaften in den Jahren 2008 und 2009.

## Karriere
Berdiýew kam mit 1966 zur Jugendmannschaft vom Club Kolchostschy aus seiner Heimatstadt, für den er auch 1971 sein Debüt in der zweithöchsten Spielklasse der Sowjetunion gab; nach sechs Jahren beim Club in zweiter und dritter Liga, wechselte er 1977 für ein Jahr zum kasachischen Topclub Kairat in die höchste Spielklasse der UdSSR, konnte sich aber nicht durchsetzen und ging zurück zu seinem Heimatclub. 1979 holte ihn der Erstligist FK SKA Rostow, von dem er 1981 ein zweites Mal zu Kairat wechselte, diesmal mit mehr Erfolg. Bis zu seinem Karriereende 1985 spielte er für den Club meist in der höchsten sowjetischen Spielklasse.
Im Anschluss an seine aktive Laufbahn engagierte ihn der kasachische Drittligist Chimik Dschambul ihm 1986 als Trainer. Nach dem Ende der UdSSR trainierte er in den 1990er Jahren mehrere kasachische, turkmenische und türkische Erstligaclubs, so 1992/93 Gençlerbirliği Ankara und 1997 bis 1999 Nisa Aşgabat, mit dem er 1998 Meister und 1999 Pokalsieger wurde. Während dieser Zeit war er auch Chefcoach der turkmenischen Nationalmannschaft.
Im Anschluss daran übernahm er 2000 erstmals einen russischen Club, den 2.-Ligisten Kristall Smolensk, bevor er nach einigen Monaten zum Ligakonkurrenten Rubin Kasan wechselte. Mit diesem gelang ihm 2002 der Aufstieg, mit einem Dritten Platz in der Debütsaison. Lediglich 2004 konnte er den Club nicht zu einer Europapokalteilnahme führen; bevor ihm 2008 mit der Meisterschaft der größte Erfolg seiner Laufbahn wie des Clubs gelang, den er gleich ein Jahr später wiederholen konnte.

## Erfolge
- Russischer Meister: 2008, 2009
- Turkmenischer Meister: 1999
- Turkmenischer Pokal: 1998

## Privatleben
Gurban Berdiýew ist in zweiter Ehe verheiratet. Aus seiner ersten Ehe stammt sein Sohn Marat (* 1975), der heute als Musikproduzent arbeitet. Aus seiner zweiten Ehe hat er eine Tochter und einen Sohn: Aýlar (* 1990) und Alaberd (* 1996).